# Мария Арсени
Мария Илия Арсени (на гръцки: Μαρία Ηλία Αρσένη) е гръцки политик, основател на Общогръцкото социалистическо движение (ПАСОК), управител (номарх) на ном Пиерия (1982 - 1986), управител на област Централна Македония (1987 - 1989), заместник-министър, многократно избирана за депутат в Гръцкия парламент (1989 - 2000).

## Биография
Родена е на 9 март 1944 година в македонския град Йерисос. Завършва английска филология във Философския факултет на Солунския университет. В 1974 година е сред основателите на ПАСОК. Член-учредителка е на Съюза на гръцките жени. От 1982 до 1986 година при правителството на Андреас Папандреу (1981 - 1989) е управител на ном Пиерия, от 1986 до 1987 година е генерален секретар на отдела за младежта при министерството на културата, а от 1987 до 1989 година е областен управител на Централна Македония. В периода 1989 – 2000 година е избрана за депутат от ПАСОК от избирателен район Пиерия. При второто управление на Папандреу (1993 – 1996) от 22 ноември 1993 до 15 септември 1995 година Арсени е заместник-министър за равенството между половете, а от 15 септември 1995 до 22 януари 1996 година заместник-министър на образованието. Арсени е член на Изпълнителното бюро на ПАСОК от 1994 година до 1999 година и е избирана за член на Централния комитет на ПАСОК непрекъснато от първия конгрес на партията през 1984 година.